# Castellanoa
Chlidanthus là chi thực vật có hoa trong họ Amaryllidaceae.